# Joshua Slocum
Joshua Slocum (20. února 1844 Mount Hanley, Nové Skotsko – listopad 1909 Atlantský oceán) byl americký mořeplavec a spisovatel kanadského původu.
Pocházel z rodu loyalistů, kteří emigrovali z Massachusetts do Kanady. Narodil se jako Joshua Slocombe v rodině ševce na pobřeží zálivu Fundy, byl pátým z jedenácti dětí. Ve dvanácti letech poprvé utekl z domova a stal se plavčíkem, v šestnácti letech odplul do Anglie a s britskou obchodní lodí Tangier procestoval východní Asii. Od roku 1865 žil v San Francisku a získal americké občanství. Ve věku pětadvaceti let se stal námořním kapitánem. S lodí Washington podnikl obchodní cestu do Austrálie, Filipín a na Aljašku, s lodí Aquidneck navštívil Argentinu a Brazílii.
Stal se prvním člověkem, který sám obeplul zeměkouli na plachetnici. Na šalupě Spray o délce necelých dvanáct metrů vyplul z Bostonu 24. dubna 1895, plul přes Gibraltar, Rio de Janeiro, Magalhãesův průliv, Samojské ostrovy, Austrálii, Mauricius, mys Dobré naděje, Svatou Helenu a Malé Antily, urazil 74 000 km a vrátil se do Nové Anglie 27. června 1898. O svém dobrodružství napsal úspěšnou knihu Sám na lodi kolem světa.
V roce 1902 zakoupil statek na ostrově Martha's Vineyard. V listopadu 1909 vyplul z Bristolu na další výpravu k pobřeží Jižní Ameriky. Zmizel na moři beze stopy (pravděpodobně v oblasti Bermudského trojúhelníku) a v roce 1924 byl prohlášen za mrtvého.
Slocum o sobě prohlašoval, že se nikdy nenaučil plavat.

## Český překlad
- Na lodi Spray kolem světa a plavba na Liberdade. [Ústí nad Orlicí]: Pipex, 2013. 237 s. ISBN 978-80-904996-7-6.